# Bill Crothers
Bill Crothers, właśc. William Frederick Crothers (ur. 24 grudnia 1940 w Markham, w prowincji Ontario) – kanadyjski lekkoatleta, biegacz, medalista olimpijski z 1964 z Tokio.
Startował na dystansach od 400 metrów do 1500 metrów, ale największe sukcesy odniósł w biegu na 800 metrów. W pewnym momencie był rekordzistą Kanady na wszystkich dystansach od 400 metrów do 1500 metrów, a także halowym rekordzistą świata na 800 metrów. W 1963 uzyskał dwa najlepsze czasy na świecie w biegu na 800 metrów. W tym samym roku otrzymał Lou Marsh Trophy dla najlepszego sportowca Kanady.
Na igrzyskach olimpijskich w 1964 w Tokio zdobył srebrny medal w biegu na 800 metrów, przegrywając jedynie z obrońcą tytułu Nowozelandczykiem Peterem Snellem. Ustanowił wówczas swój rekord życiowy 1:45,6. Na tych samych igrzyskach startował w biegu na 400 metrów, ale odpadł w półfinale.
Zwyciężył w biegu na 800 metrów na uniwersjadzie w 1965 w Budapeszcie. Na igrzyskach Imperium Brytyjskiego i Wspólnoty Brytyjskiej w 1966 w Kingston zdobył srebrny medal w sztafecie 4 × 440 jardów oraz zajął 4. miejsce w biegu na 880 jardów i 5. miejsce w biegu na 440 jardów. Był również dwukrotnym srebrnym medalistą igrzysk panamerykańskich w 1967 roku.
Na igrzyskach olimpijskich w 1968 w Meksyku startował tylko w sztafecie 4 × 400 metrów, która odpadła w przedbiegach.
Crothers był mistrzem Kanady w biegu na 440 jardów w 1961, 1962 i 1965, na 800 m w 1964 i na 880 jardów w latach 1961–1963 i 1985–1967. Po zakończeniu kariery sportowej pracował jako farmaceuta. W 2008 w Markham została otwarta szkoła średnia Bill Crothers Secondary School, nazwana dla upamiętnienia Crothersa.